# Битка код Шенграберна
Битка код Шенграберна одиграла се 16-18. новембра 1805. године између француских и руских снага. Битка је део Наполеонових ратова, а завршена је победом Француза.

## Увод
После капитулације Аустријанаца код Улма, руске снаге (30.000 људи) под Кутузовом повукле су се од Браунауа на реку Ину до Маутерна, где су 9. новембра прешле на леву обалу Дунава и усиљеним маршевима наставиле надирање према Знојму и Брну ради сједињења са Буксхевденом. У таквој ситуацији, Наполеон је наредио Мирау да продором преко Беча онемогући повлачење руске армијеу Моравску.

## Положај пред битку
Французи су 13. новембра лукавством овладали мостом у Бечу; њихови предњи делови избили су 16. новембра до Холабруна, око 30 км јужно од Знојма, а за њима је следила главнина француске армије. Но, Кутузим је 14. новембра упутио Багратиона са око 6000 људи и 12 топова у Шенграберн да задржи Французе (око 22 000 људи) док руске снаге не прођу Знојмо. Руси су се утврдили у Шенграберну и Гунтерсдорфу и, послуживши се лукавством, упутили парламентарца с обавештењем да је склопљено примирје и да руска армија напушта Аустрију. Мира се зауставио с коњицом и парламентарца упутио у Беч, а у то време, у висини Холабруна избили су фр. 4. и 5. корпус.

## Битка
Тек кад је Наполеон демантовао примирје и наредио да се дејства продуже, француске снаге су 16. новембра око 16 часова предузеле напад на Шенграберн. Са фронта и левог крила нападала је дивизија Удиноа, а са десног крила дивизија Леграна, док се дивизија Вандама кретала позади левог крила. Борба прса у прса вођена је до 23 часова, а кад је Багратион сазнао да је руска армија прошла Знојмо пикупио је своје снаге, пробио се кроз дивизију Леграна и 18. новембра са 3000 људи и без топова прикључио се руским главним снагама.